# Митинг чеченцев в с. Ленинаул (1991 год)
Митинг чеченцев в с. Ленинаул — многотысячный митинг чеченцев, который состоялся в 1991 году в селении Ленинаул Казбековского района Дагестана.
В хасавюртовской объединенной газете «Дружба» (на русском языке, и. о. редактора С.Сотавов) первую информацию о том, что в Ленинауле 5 сентября состоялся 10-тысячный митинг чеченцев опубликовали 10 сентября.

## Ход событии
Чеченцы требовали немедленно восстановить Ауховский район в границах 1944 года, приостановить выделение земель до разрешения спорных вопросов и передать власть на территории бывшего Ауховского района Оргкомитету по восстановлению района.
Власти Дагестана 11 сентября 1991 года ввели чрезвычайное положение в Казбековском районе, однако это решение лишь осложнило ситуацию в районе. Чеченцы развернули в селении Ленинаул палаточный городок. К середине сентября возникла угроза вооружённого конфликта между чеченцами и аварцами.
24 сентября 1991 года при посредничестве Председателя Верховного Совета Российской Федерации Руслана Хасбулатова и Рамазана Абдулатипова Председателя Совета Национальностей Верховного Совета РСФСР, в районном центре селении Дылым состоялась встреча между чеченцами и аварцами, на которой была достигнута договорённость решить вопрос о возвращении чеченцев в заброшенные дома и ускорить рассмотрение вопроса по передаче свободных участков, на которых до депортации находились их дома. После этого чрезвычайное положение в Казбековском районе Дагестана было отменено.
«Протокол согласительной встречи» проведённой к. о Председателя Верховного Совета РСФСР Р. И. Хасбулатовым с представителями чеченцев и аварцев сёл. Ленинаул и Калининаул Казбековского района ДССР

«1. Верховный совет Российской Федерации и Совет министров РСФСР совместно с Верховным советом и правительством Республики Дагестан берут под свой контроль и гарантируют выполнение решений III Съезда народных депутатов Дагестана и правительственных программ и планов по реабилитации репрессированных народов.
2. Верховный совет РСФСР срочно даёт заключение Комитета по законодательству, разъясняющее порядок применения статей закона, касающихся учёта мнения жителей населённых пунктов при восстановлении исторических названий сёл и района в прежних границах. После получения официального разъяснения Верховного совета РСФСР Верховный совет ДССР принимает к рассмотрению вопрос о переименовании и восстановлении Ауховского района и сёл в границах 23 февраля 1944 г. с указанием, что данное постановление вступает в силу по мере реализации правительственной программы.
3. Верховный совет РСФСР на текущей сессии принимает закон по реабилитации депортированных народов и их представителей (до конца октября).
4. Подтвердить ориентацию сторон на сохранение исторической целостности Республики Дагестан, укрепляя доверие и взаимную их заинтересованность в планомерной реализации закона «О реабилитации репрессированных народов».
5. Стороны договорились осуществлять совместные наблюдения за исполнением постановления Съезда народных депутатов и программ правительства. Согласно правительственной программе (до конца октября) решить вопрос возвращения чеченцев-аккинцев в пустующие дома и решить вопросы прописки граждан, имеющих на это право, согласованного между аварцами и чеченцами раздела земельных участков. Ускорить рассмотрение вопроса по передаче пустующих участков земель, на которых ранее были дома чеченцев-аккинцев, как доказательство согласия сторон, следуя правительственной программе, налаживать мирную жизнь.
6. Верховный совет РСФСР назначает своих наблюдателей для контроля за действиями правительственных и иных органов. 
7. Стороны соглашаются не прибегать к неконституционным действиям, силовому и психологическому давлению, организации массовых демонстраций в попытках давления. 
8. Стороны обязуются неукоснительно соблюдать принятые на себя обязательства в целях создания гарантий для спокойного совместного проживания чеченского, аварского, лакского и другого населения в населённых пунктах восстанавливаемого Ауховского района. 
9. Во имя согласия стороны обеспечивают снятие противостояния и с завтрашнего дня начинают конкретную работу вместе с государственными и правительственными органами по сближению позиций и обеспечению неукоснительного выполнения Закона о реабилитации репрессированных народов и вытекающих отсюда законодательных актов РСФСР и Республики Дагестан».

Но никаких реальных сдвигов в решении этого вопроса не произошло. Нужно отметить тот факт, что хотя и местные власти прекратили раздачу земель, речи о частичном возвращении аварцев на прежнее место жительства не было вообще.
При этом так же имели место случаи увольнения чеченцев с работы. По сегодняшний день вопрос о восстановлении Ауховского района остается нерешенным, равно и как переселение Лакского народа Новолакского района на новое место жительства.